# Etiopide
L'Etiopide (in greco antico: Αἰθιοπίς?) è un antico poema epico greco andato perduto. Faceva parte del Ciclo Troiano, che raccontava in versi l'intera storia della guerra di Troia. Le vicende trattate dall'Etiopide vengono cronologicamente dopo quelle dell'Iliade e sono seguite dalla Piccola Iliade. La realizzazione dell'Etiopide è stata attribuita da fonti antiche ad Arctino di Mileto. Il poema si componeva di cinque libri scritti in esametri dattilici.
L'Etiopide fu probabilmente composta nel VII secolo a.C., ma non esistono certezze in merito. Fonti antiche collocano il fiorire di Arctino di Mileto nell'VIII secolo a.C., ma le prime rappresentazioni artistiche di uno dei principali personaggi del poema, Pentesilea, risalgono a circa il 600 a.C., suggerendo così una datazione posteriore.

## Contenuto
Nelle attuali edizioni critiche dell'Etiopide sopravvivono soltanto cinque versi del testo originale. Per conoscerne la trama dipendiamo quindi quasi completamente da un riassunto del Ciclo Troiano contenuto nella Crestomazia scritta da un oscuro Proclo (che forse potrebbe essere identificato con il grammatico del II secolo Eutichio Proclo). Meno di dieci altre fonti forniscono altre indicazioni sull'intreccio del poema.
Il poema si apre, poco tempo dopo la morte dell'eroe troiano Ettore, che concludeva l'Iliade, con l'arrivo del popolo delle amazzoni guidate dalla regina Pentesilea, una guerriera ardita, venuta ad aiutare i Troiani. Dopo un primo momento di gloria conquistata in battaglia, Pentesilea si scontra con Achille e finisce uccisa. Tragicamente, nel momento dell'uccisione Achille si innamora di Pentesilea, tanto da ammazzare il greco Tersite che lo aveva deriso; Achille si purifica poi dell'omicidio con i dovuti rituali tradizionali.
Arriva quindi un altro alleato dei Troiani, Memnone, figlio di Eos e Titone, che indossa un'armatura forgiata da Efesto e alla guida di un contingente di guerrieri etiopi. Nel corso della battaglia, Memnone uccide Antiloco,  guerriero greco figlio di Nestore, per il quale Achille aveva una particolare predilezione. Achille uccide allora Memnone che Zeus, dietro supplica di Eos, trasforma in uno stormo di uccelli immortali. L'eroe acheo, nella sua furia, insegue i Troiani fin sotto alla porte della città e, davanti alle Porte Scee, viene a sua volta ucciso da una freccia scagliata da Paride con l'aiuto del dio Apollo; il suo corpo viene riportato in salvo da Aiace Telamonio ed Odisseo.
Durante i funerali di Achille, appare sua madre, la nereide Teti, per piangere sul corpo del figlio insieme alle sue sorelle ed alle Muse. In onore di Achille si organizzano giochi funebri nei quali vengono poste come premio le sue armi per chi si dimostri l'eroe più valoroso; a questo punto scoppia la disputa tra Aiace Telamonio ed Odisseo.
Qui si chiude l'Etiopide; non è sicuro se il giudizio sull'attribuzione delle armi di Achille e il conseguente suicidio di Aiace fossero narrati nell'Etiopide, nella Piccola Iliade, oppure in entrambe.

## Importanza del poema
Le vicende narrate nell'Etiopide furono molto popolari tra i decoratori di vasi e ceramiche dell'antica Grecia, soprattutto gli episodi delle morti di Pentesilea e di Memnone, e quello del recupero del corpo di Achille da parte di Aiace.
Nonostante le poche fonti che ne riportano notizie, l'Etiopide viene frequentemente citato dai moderni studiosi dell'Iliade. È uno dei modelli più frequentemente portati come esempio dagli appartenenti alla scuola neoanalitica a causa delle forti somiglianze tra le storie di Achille, Antiloco e Memnone raccontate nel poema e quelle di Achille stesso, Patroclo ed Ettore narrate invece nell'Iliade.; questa pretesa somiglianza è conosciuta come la "Teoria di Memnone".

## Edizioni
- Edizioni online (versione inglese):
  - Frammenti dell'Etiopide tradotti da H.G. Evelyn-White, 1914 (pubblico dominio).
  - Frammenti di tutto il Ciclo Epico tradotti da H.G. Evelyn-White, 1914; Progetto Gutenberg.
- Edizioni a stampa (testo greco):
  - A. Bernabé 1987, Poetarum epicorum Graecorum testimonia et fragmenta pt. 1 (Lipsia: Teubner).
  - M. Davies 1988, Epicorum Graecorum fragmenta (Gottinga: Vandenhoek & Ruprecht).
- Edizioni a stampa (testo greco con traduzione inglese):
  - M.L. West 2003, Greek Epic Fragments (Cambridge (Massachusetts): Harvard University Press).